# Dipartimento dell'amministrazione penitenziaria (Cipro)
Il Dipartimento dell'amministrazione penitenziaria (in greco Τμήμα Φυλακών Κύπρου?, Tmīma Fylakōn Kyprou) è un dipartimento del Ministero della giustizia e dell'ordine pubblico responsabile per la supervisione del sistema penitenziario cipriota.

## Principi e missioni
La politica del Dipartimento si basa su quattro principi:
1. sicurezza
2. trattamento umanitario
3. formazione scolastica
4. riabilitazione

Inoltre ha le seguenti missioni primarie: 
- La custodia cautelare dei detenuti a cui si riferiscono i tribunali.
- Garantire condizioni carcerarie che garantiscano il rispetto della dignità umana.
- Parità di trattamento dei detenuti senza alcuna discriminazione per razza, colore, sesso, lingua, religione, origine nazionale o sociale, convinzioni politiche o di altro tipo dei detenuti.
- Incoraggiare l'autostima e sviluppare il senso di responsabilità dei detenuti fornendo loro opportunità educative, formazione professionale, ricreazione creativa, riflessione, autocritica e consapevolezza di sé.
- Guidare e assistere i detenuti a un nuovo inizio di vita.

## Strutture
A Cipro esiste un solo istituto di correzione, la prigione di Nicosia, che opera nell'ambito di un nuovo e completo quadro legislativo e regolamentare istituito nel 1996. Questa legislazione incorpora le Regole penitenziarie europee ed è conforme agli standard contenuti nel strumenti pertinenti del Consiglio d'Europa. Il carcere di Nicosia accoglie tutte le categorie di detenuti condannati e non, di entrambi i sessi e di tutte le fasce di età dai 16 anni in su.